# Zabavna glasba
Zabavna glasba (izvirno nemško Volkstümliche Musik) je splošen izraz za glasbena dela, katerih cilj je doseganje prijetnega razpoloženja v družbi. Lahko služi tudi kot glasba v ozadju družabnega dogajanja, v širšem smislu je to lahko ambientalna glasba v gostinskih lokalih, plesna glasba, pa tudi narodna glasba. Za razliko od resne glasbe so avtorji zabavne glasbe praviloma manj pretenciozni v svojih iskanjih invencije, kljub dejstvu, da tudi v tej glasbeni zvrsti nastajajo vplivne in dognane skladbe visoke umetniške vrednosti. V okvir pomena zabavna glasba prištevamo tudi popularno glasbo, ki pa ni sopomenka, saj ni nujno, da je vsa zabavna glasba tudi popularna (in obratno), predvsem z zgodovinskega stališča ne.